# Nadia Podoroska
Nadia Podoroska (* 10. Februar 1997 in Rosario) ist eine argentinische Tennisspielerin.

## Karriere
Podoroska, die im Alter von fünf Jahren mit dem Tennissport begann, spielt am liebsten auf Hartplätzen. Auf der ITF Women’s World Tennis Tour gab sie 2011 ihren Einstand und gewann 2013 ihr erstes Profiturnier. Bislang hat sie 14 ITF-Titel im Einzel und sieben im Doppel holen können.
2016 debütierte sie in Rabat in der Qualifikation zu einem WTA-Turnier, musste aber in der ersten Runde aufgeben. Im Anschluss an ihren bis dahin größten Titelgewinn bei einem ITF-Turnier der $25.000-Kategorie in Denain, glückte ihr in Bukarest der erstmalige Sprung in ein WTA-Hauptfeld. Dort war sie jedoch zum Auftakt gegen Danka Kovinić chancenlos. Bei den US Open startete sie daraufhin erstmals in der Qualifikation zu einem Grand-Slam-Turnier und rückte auf Anhieb in die Hauptrunde vor, ehe sie sich in ihrer ersten Begegnung Annika Beck geschlagen geben musste.
2017 konnte Podoroska nach erfolgreicher Qualifikation in Monterrey auf Hartplatz gegen Madison Brengle ihren ersten Erfolg in einem WTA-Hauptfeld erringen und gewann anschließend beim Sandplatzturnier in Bogotá an der Seite von Beatriz Haddad Maia ihren ersten WTA-Titel im Doppel, nachdem sich die beiden im Endspiel gegen Verónica Cepede Royg und Magda Linette durchgesetzt hatten. Aufgrund einer Verletzung am Handgelenk musste Podoroska die Saison aber nach ihrer Erstrundenniederlage in Bukarest frühzeitig beenden und kehrte erst im März 2018 wieder auf die Tour zurück.
Anfang 2020 zeigte sie sich stark formverbessert und begann das Jahr mit zwei ITF-Titeln im Einzel sowie einer Halbfinalteilnahme bei einem Turnier der WTA Challenger Series in Newport Beach. Nach der coronabedingten Saisonunterbrechung, erzielte Podoroska zunächst das Halbfinale beim hochdotierten WTA Challenger Prag, bei dem sie zudem das Endspiel im Doppel erreichte. Danach gewann sie in Saint-Malo bei einem ITF-Turnier der $60.000-Kategorie ihren bis dahin größten Einzeltitel und qualifizierte sich ohne Satzverlust für das Hauptfeld der verschobenen French Open. Dort spielte sie sich bis ins Viertelfinale, in dem sie mit Elina Switolina erstmals eine Spielerin aus den Top 10 der Weltrangliste schlagen konnte und damit die erste Qualifikantin im Halbfinale der French Open wurde. Dort musste sie sich der späteren Siegerin Iga Świątek geschlagen geben. Durch den Erfolg verbesserte sie sich in der Weltrangliste um fast 100 Plätze unter die Top 50.
2014 gab Podoroska bei der 0:4-Playoff-Niederlage gegen Russland ihren Einstand für die argentinische Fed-Cup-Mannschaft. Seitdem hat sie 17 Begegnungen für ihr Land bestritten, von denen sie zwölf gewinnen konnte (Einzelbilanz 11:1).

## Turniersiege

### Einzel
| Nr. | Datum              | Turnier                  | Kategorie      | Belag     | Finalgegnerin        | Ergebnis              |
| --- | ------------------ | ------------------------ | -------------- | --------- | -------------------- | --------------------- |
| 1.  | 30. November 2013  | Santiago                 | ITF $10.000    | Sand      | Cecilia Costa Melgar | 6:2, 5:7, 3:5 Aufgabe |
| 2.  | 29. März 2014      | Lima                     | ITF $10.000    | Sand      | Carla Lucero         | 6:3, 6:4              |
| 3.  | 5. April 2014      | Lima                     | ITF $10.000    | Sand      | Csilla Argyelan      | 6:2, 6:4              |
| 4.  | 1. Juni 2014       | Bol                      | ITF $10.000    | Sand      | Bianca Botto         | 6:1, 6:76, 6:1        |
| 5.  | 15. Juni 2014      | Bol                      | ITF $10.000    | Sand      | Olga Ianchuk         | 6:3, 2:6, 6:2         |
| 6.  | 14. März 2015      | São José dos Campos      | ITF $10.000    | Sand      | Victoria Bosio       | 6:76, 7:62, 6:3       |
| 7.  | 2. April 2016      | São José dos Campos      | ITF $10.000    | Sand      | Gabriela Cé          | 7:62, 6:1             |
| 8.  | 3. Juli 2016       | Denain                   | ITF $25.000    | Sand      | Irina Ramialison     | 6:3, 5:7, 6:4         |
| 9.  | 30. Juni 2018      | Périgueux                | ITF $25.000    | Sand      | Myrtille Georges     | 6:2, 6:0              |
| 10. | 12. Mai 2019       | Monzón                   | ITF $25.000    | Hartplatz | Cristina Bucșa       | 6:2, 4:6, 6:2         |
| 11. | 12. Oktober 2019   | Santa Margherita di Pula | ITF $25.000    | Sand      | Martina Trevisan     | 7:65, 6:1             |
| 12. | 19. Januar 2020    | Malibu                   | ITF $25.000    | Hartplatz | Claire Liu           | 4:6, 6:3, 6:3         |
| 13. | 26. Januar 2020    | Petit-Bourg (Guadeloupe) | ITF $25.000    | Hartplatz | Harmony Tan          | 7:5, 7:5              |
| 14. | 13. September 2020 | Saint-Malo               | ITF $60.000    | Sand      | Cristina Bucșa       | 4:6, 7:5, 6:2         |
| 15. | 5. Februar 2023    | Cali                     | WTA Challenger | Sand      | Paula Ormaechea      | 6:4, 6:2              |
| 16. | 31. März 2024      | San Luis Potosí          | WTA Challenger | Sand      | Francesca Jones      | 6:1, 6:2              |
| 17. | 17. August 2024    | Barranquilla             | WTA Challenger | Hartplatz | Tatjana Maria        | 6:2, 1:6, 6:3         |

### Doppel
| Nr. | Datum              | Turnier             | Kategorie         | Belag     | Partnerin             | Finalgegnerinnen                      | Ergebnis         |
| --- | ------------------ | ------------------- | ----------------- | --------- | --------------------- | ------------------------------------- | ---------------- |
| 1.  | 6. Dezember 2013   | São José dos Campos | ITF $10.000       | Sand      | Eduarda Piai          | Fernanda Brito Stephanie Mariel Petit | 7:64, 7:5        |
| 2.  | 11. April 2015     | Santiago            | ITF $15.000       | Sand      | Guadalupe Pérez Rojas | Fernanda Brito Eduarda Piai           | 6:4, 6:4         |
| 3.  | 3. Juni 2016       | Hódmezővásárhely    | ITF $25.000       | Sand      | Laura Pigossi         | Irina Bara Lina Gjorcheska            | 6:3, 6:0         |
| 4.  | 19. Februar 2017   | Surprise            | ITF $25.000       | Hartplatz | Mariana Duque Mariño  | Usue Maitane Arconada Sofia Kenin     | 4:6, 6:0, [10:5] |
| 5.  | 15. April 2017     | Bogotá              | WTA International | Sand      | Beatriz Haddad Maia   | Verónica Cepede Royg Magda Linette    | 6:3, 7:64        |
| 6.  | 8. Juli 2017       | Rom                 | ITF $60.000       | Sand      | Anastassija Komardina | Quirine Lemoine Eva Wacanno           | 7:63, 6:3        |
| 7.  | 15. Juni 2018      | Hódmezővásárhely    | ITF $60.000       | Sand      | Réka Luca Jani        | Danka Kovinić Nina Stojanović         | 6:4, 6:4         |
| 8.  | 21. September 2018 | Lubbock             | ITF $25.000       | Hartplatz | Naomi Broady          | Vladica Babić Hayley Carter           | 3:6, 6:2, [10:8] |

## Abschneiden bei Grand-Slam-Turnieren

### Dameneinzel
| Turnier         | 2016 | 2017 | 2018 | 2019 | 2020 | 2021 | 2022 | 2023 | 2024 | 2025 | Karriere |
| --------------- | ---- | ---- | ---- | ---- | ---- | ---- | ---- | ---- | ---- | ---- | -------- |
| Australian Open | —    | Q1   | —    | Q2   | —    | 2    | —    | 2    | 2    | 1    | 2        |
| French Open     | —    | Q1   | —    | —    | HF   | 1    | —    | 2    | 1    |      | HF       |
| Wimbledon       | —    | Q1   | —    | —    |      | 2    | Q2   | 2    | 1    |      | 2        |
| US Open         | 1    | —    | —    | —    | —    | 1    | 1    | 1    | 1    |      | 1        |

Zeichenerklärung: S = Turniersieg; F, HF, VF, AF = Einzug ins Finale / Halbfinale / Viertelfinale / Achtelfinale; 1, 2, 3 = Ausscheiden in der 1. / 2. / 3. Hauptrunde; Q1, Q2, Q3 = Ausscheiden in der 1. / 2. / 3. Qualifikationsrunde; nicht ausgetragen

### Damendoppel
| Turnier         | 2021 | 2022 | 2023 | 2024 | Karriere |
| --------------- | ---- | ---- | ---- | ---- | -------- |
| Australian Open | 1    | —    | 1    | —    | 1        |
| French Open     | HF   | —    | —    | 1    | HF       |
| Wimbledon       | 1    | —    | 1    | 1    | 1        |
| US Open         | 1    | 2    | 1    | —    | 2        |

### Juniorinneneinzel
| Turnier         | 2014 | 2015 | Karriere |
| --------------- | ---- | ---- | -------- |
| Australian Open | —    | —    | —        |
| French Open     | —    | 2    | 2        |
| Wimbledon       | —    | —    | —        |
| US Open         | 2    | —    | 2        |

### Juniorinnendoppel
| Turnier         | 2015 | Karriere |
| --------------- | ---- | -------- |
| Australian Open | —    | —        |
| French Open     | HF   | HF       |
| Wimbledon       | —    | —        |
| US Open         | —    | —        |

## Auszeichnungen
- WTA Neuling des Jahres – 2020[3]